# Varzaqan (circoscrizione elettorale)
La Circoscrizione di Varzaqan è un collegio elettorale iraniano istituito per l'elezione dell'Assemblea consultiva islamica. 

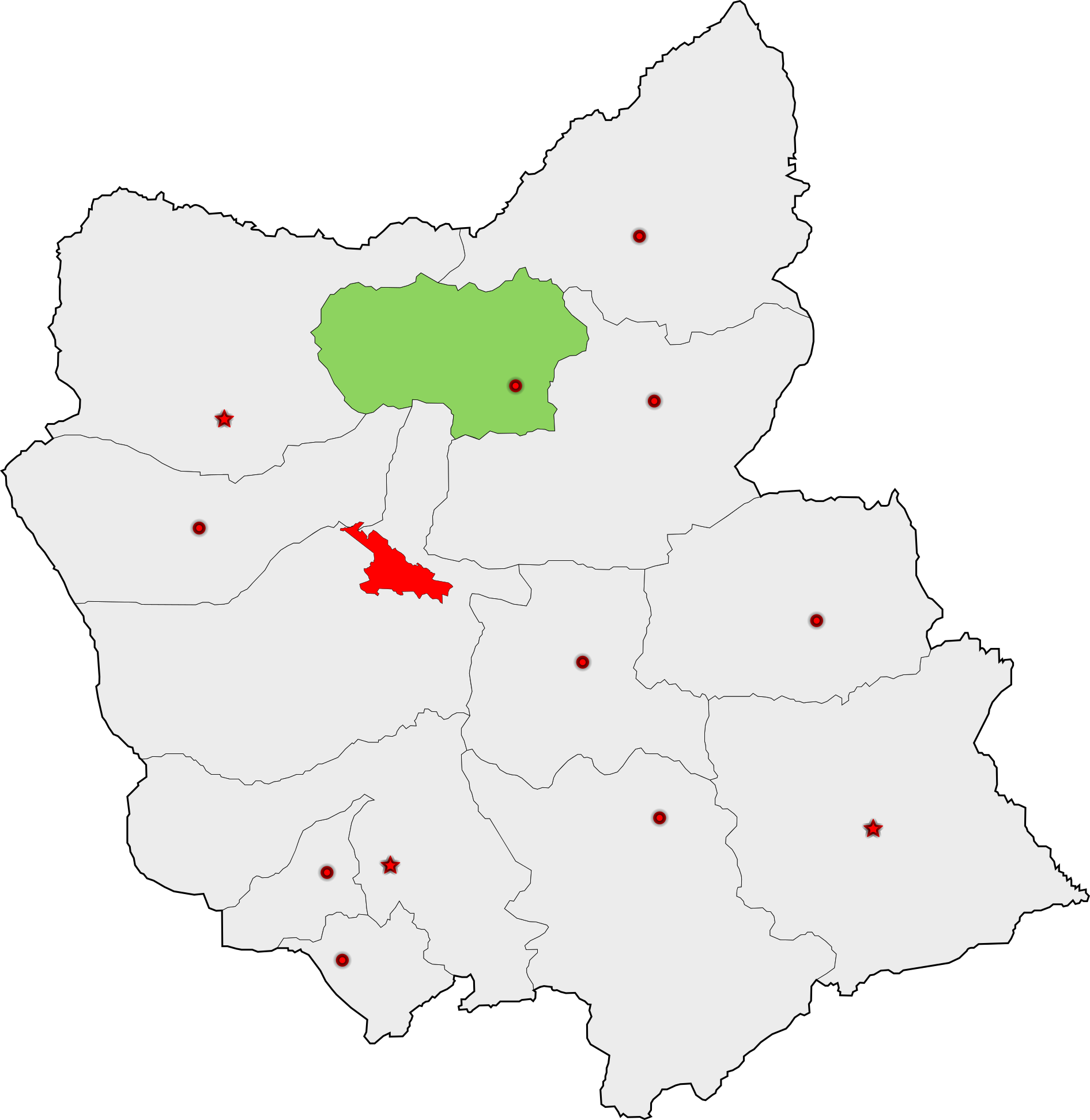
La circoscrizione di Varzaqan, all'interno dell'Azerbaigian Orientale

## Elezioni
Durante le Elezioni parlamentari in Iran del 2012 viene eletto con il 55.21% dei voti (pari a 17,575 preferenze) Allahverdi Dehghani.
Alle Elezioni parlamentari in Iran del 2016 è stato eletto con 15,891 voti Reza Alizadeh, della Grande Coalizione Principalista.